# Isoperla insularis
Isoperla insularis is een steenvlieg uit de familie Perlodidae. De wetenschappelijke naam van de soort is voor het eerst geldig gepubliceerd in 1930 door Morton.